# Francisco Castrejón
Francisco Castrejón Ramírez (ur. 11 lipca 1947 w Tuxpan) – meksykański piłkarz występujący na pozycji bramkarza.

## Kariera klubowa
W swojej karierze Castrejón reprezentował barwy zespołów Pumas UNAM, Laguna, Puebla, Club América, Tampico Madero, Atlas oraz Monarcas Morelia. Wraz z Amériką w 1976 roku zdobył mistrzostwo Meksyku.

## Kariera reprezentacyjna
W reprezentacji Meksyku Castrejón zadebiutował w 1969 roku. W 1970 roku został powołany do kadry na Mistrzostwa Świata. Nie zagrał jednak na nich w żadnym meczu, a Meksyk zakończył na ćwierćfinale.
W latach 1969–1981 w drużynie narodowej Castrejón rozegrał 26 spotkań.